# Marble Rock
Der Marble Rock (englisch für Marmorfelsen) ist eine Felsformation an der Mawson-Küste des ostantarktischen Mac-Robertson-Lands. Der Felsen ragt am Rand eines Eiskliffs 1,3 km westsüdwestlich des West Arm und der Mawson-Station auf.
Luftaufnahmen der Lars-Christensen-Expedition 1936/37 dienten seiner Kartierung. Das Antarctic Names Committee of Australia benannte ihn nach den Flözen aus Marmor, die dort 1961 der australische Geologe David Scott Trail (* 1931) gefunden hatte.